# Relações entre Argentina e Israel
As relações entre Argentina e Israel são as relações diplomáticas estabelecidas entre a República Argentina e o Estado de Israel. Os dois países estabeleceram relações diplomáticas em 31 de maio de 1949. A Argentina mantém uma embaixada em Tel Aviv e Israel mantém uma embaixada em Buenos Aires, assim como dois consulados honorários (em Córdoba e Mendoza). A Argentina possui a maior comunidade judaica da América Latina.

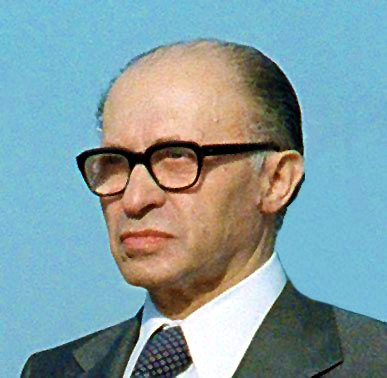
Menachem Begin, na época como primeiro-ministro de Israel.

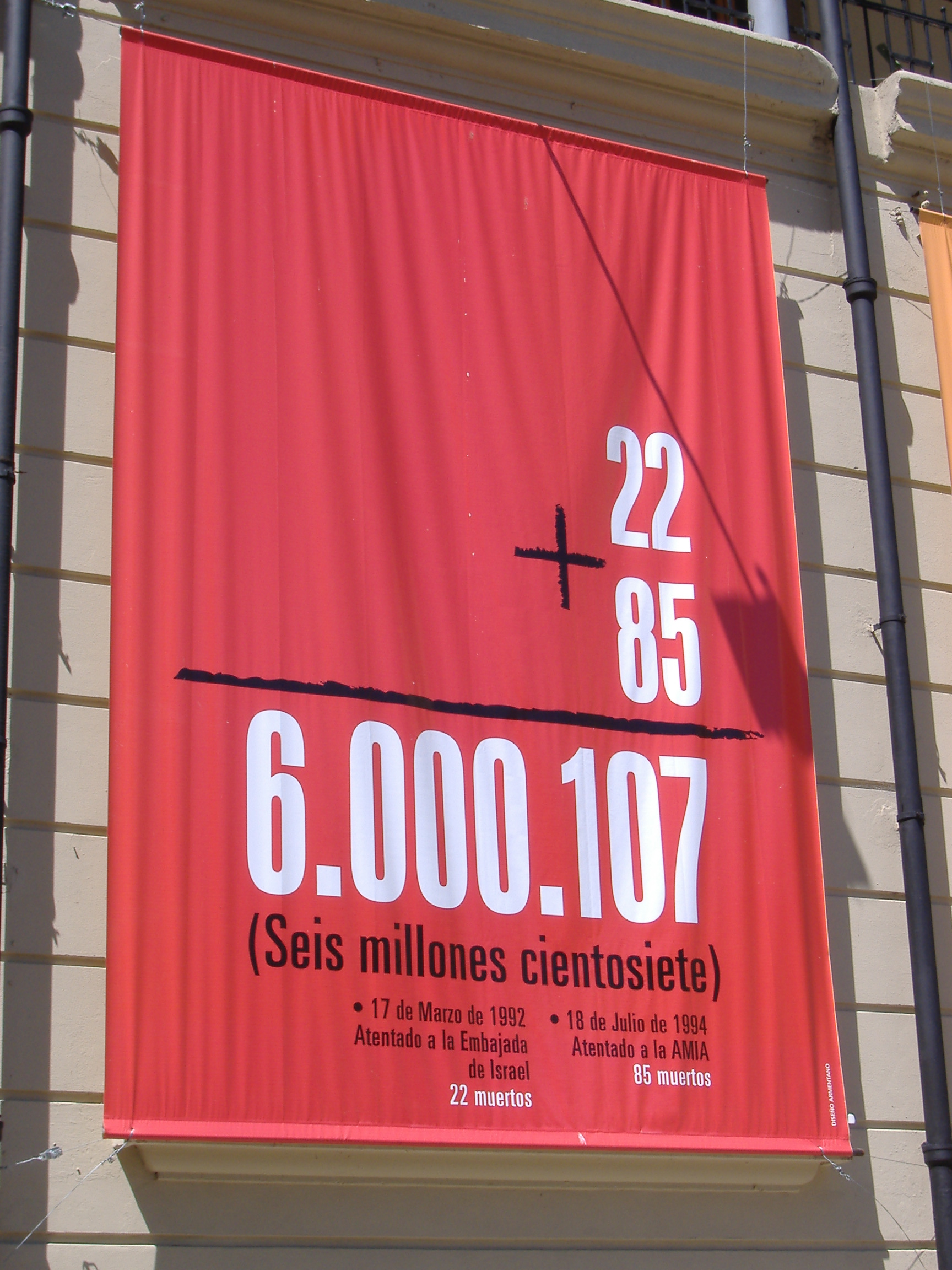
Bandeira lembrando os 6.000.000 de mortos no Holocausto e os mortos nos ataques terroristas realizados em Buenos Aires, na embaixada de Israel e na AMIA.

## Captura de Adolf Eichmann
Em 11 de maio de 1960, o Mossad capturou o oficial nazista da SS, Adolf Eichmann, em Buenos Aires, onde ele trabalhava para uma companhia de água e utilizava o nome de Ricardo Klement. O episódio criou uma grande polêmica com a Argentina, visto que ele foi retirado do país em um avião oficial do ministro israelense Abba Eban e posteriormente julgado e condenado à pena de morte, sendo enforcado no dia 1 de junho de 1962.

## Conflito entre Argentina e Reino Unido
O governo de Israel secretamente forneceu armas e suprimentos para a Argentina durante o conflito desta com o Reino Unido, relativo à posse das Ilhas Malvinas, de acordo com revelações do jornalista argentino Hernan Dobry em seu livro Operação Israel (1976-1983).
O primeiro-ministro israelense Menachem Begin possuía um ódio tão profundamente enraizado dos britânicos, que Israel secretamente tornou-se o maior fornecedor de equipamentos militares para a junta militar da argentina. Diversos equipamentos como máscaras de gás, sistemas de alerta radar, mísseis ar-ar  e tanques de combustível para caças foram enviados de Tel Aviv para armar as forças do general Leopoldo Galtieri. O negócio mais audacioso envolveu o fornecimento de 23 caças de fabricação francesa Mirage IIIC, que foram camuflados com a insígnia do Peru. Mas eles só chegaram depois que a guerra acabou.

## Atentados
Em 1992, uma bomba destruiu a embaixada israelense na capital argentina, Buenos Aires, deixando 22 mortos. Dois anos depois, em julho de 1994, um carro-bomba explodiu do lado de fora do centro judaico-argentino AMIA, matando 85 pessoas. Israel e os Estados Unidos culpam o Irã de planejar os atentados, que por sua vez teriam sido realizados pelo grupo xiita libanês Hezbollah.
O ex-presidente da Argentina, Carlos Menem, é acusado de supostamente encobrir a investigação dos atentados, e desde 2010 responde a um processo na justiça do país. O líder da comunidade judaica na Argentina, Abraham Kaul, já havia acusado Menem em 2004. Sob o governo do Néstor Kirchner todos os arquivos dos serviços de inteligência foram desclassificados e criou-se uma equipe de investigação dedicada a esse caso.